# Molega Lake
Molega Lake är en sjö i Kanada.   Den ligger i provinsen Nova Scotia, i den sydöstra delen av landet, 900 km öster om huvudstaden Ottawa. Molega Lake ligger 76 meter över havet. Arean är 22,0 kvadratkilometer. Den sträcker sig 5,3 kilometer i nord-sydlig riktning, och 9,9 kilometer i öst-västlig riktning.
I omgivningarna runt Molega Lake växer i huvudsak blandskog. Runt Molega Lake är det glesbefolkat, med 14 invånare per kvadratkilometer.